# Thomas Täglichsbeck

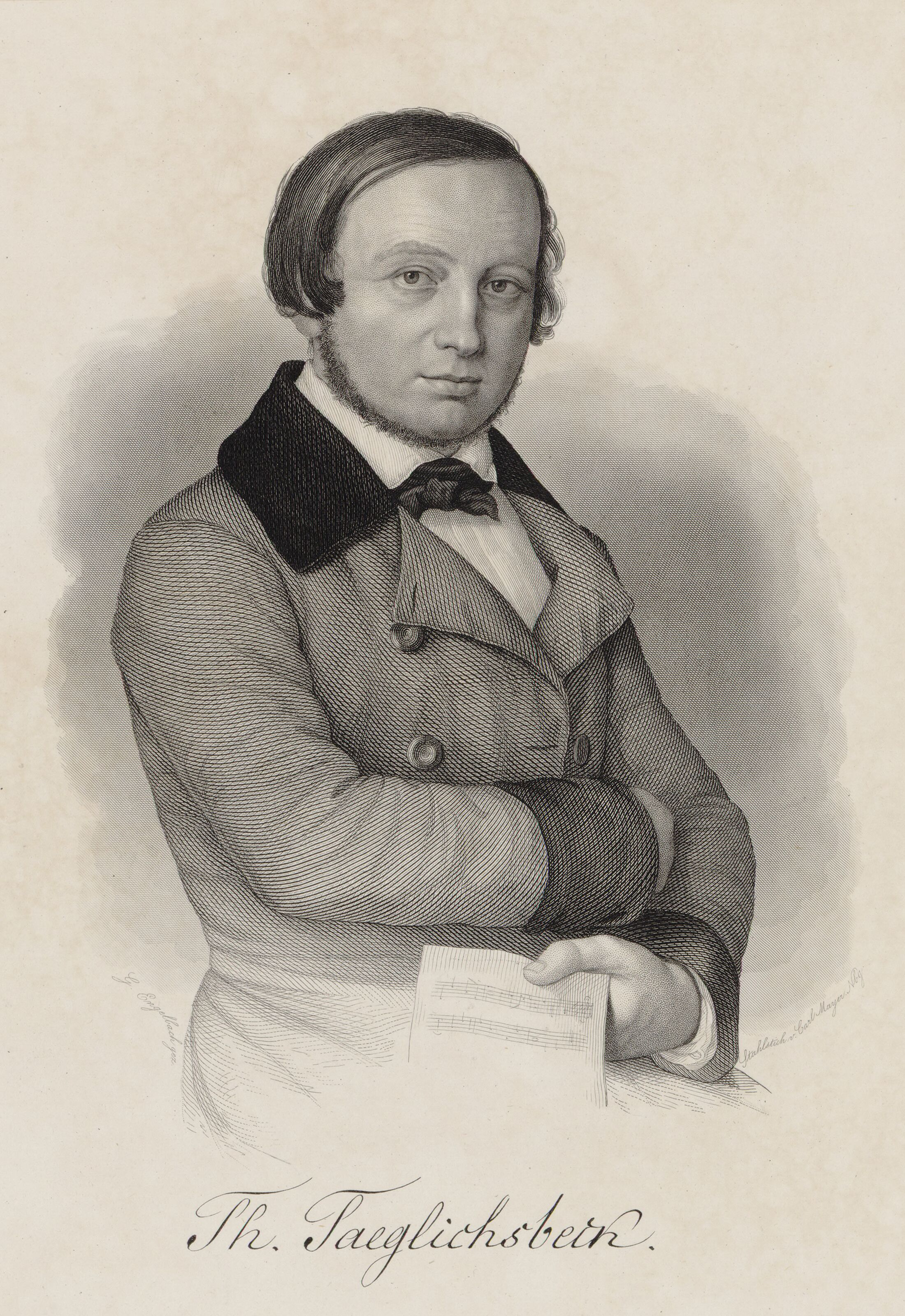
Thomas Täglichsbeck, Stich nach Zeichnung von Georg Engelbach

Thomas Täglichsbeck (* 31. Dezember 1799 in Ansbach; † 5. Oktober 1867 in Baden-Baden) war ein deutscher Violinist, Kapellmeister und Komponist.

## Leben und Wirken
Thomas Täglichsbeck erhielt Musikunterricht von seinem Vater Johann Täglichsbeck, Stadtmusikus und Mitglied der markgräflichen Kapelle. Bereits in Jugendjahren kam er nach München, um bei Pietro Rovelli Violinunterricht zu nehmen. 1817 wurde eine Messe Täglichbecks, die unter der Aufsicht seines Kompositionslehrers, des Hofklaviermeisters Joseph Graetz (1760–1826) entstand, erfolgreich in München aufgeführt. Im gleichen Jahr wurde er Geiger im Orchester des Isartortheaters. Im Alter von 20 Jahren folgte er Peter Joseph von Lindpaintner als Musikdirektor, nachdem ihn dieser ein Jahr zuvor zu seinem Assistenten gemacht hatte. Nach einer Schließung des Theaters wurde er 1822 Sologeiger in der Münchener Hofkapelle. Am 24. August 1823 wurde seine erste Oper, Webers Bild, am Münchener Residenztheater aufgeführt. 1824 unternahm er eine ausgedehnte Konzertreise durch Deutschland, die Schweiz und Norditalien, und er wurde Mitglied in der „Società Filarmonica“ in Bergamo, die sein Lehrer Rovelli leitete. In der Zeit von 1825 bis 1832 finden sich in der Allgemeinen Musikalische Zeitung wohlwollende Berichte über ihn, während sein Spiel zur gleichen Zeit in München eher als „einschmeichelnd“, denn als außergewöhnlich beschrieben wurde.
1827 ging Täglichsbeck nach Hechingen und wurde dort Kapellmeister des Hauses Hohenzollern-Hechingen unter Fürst Friedrich. Nachdem ab 1838 Fürst Konstantin die Regierungsgeschäfte übernommen hatte, entwickelte sich der Hof zu einem der bedeutenden Musikzentren der Zeit. Hector Berlioz (1842), Franz Liszt (1848) und die Violinisten Louis Spohr, Henri Vieuxtemps und Antonio Bazzini verweilten in Hechingen, neben anderen bekannten Künstlern. Nach der preußischen Übernahme 1848 verlor das Fürstentum seine Eigenständigkeit und Täglichsbeck zog sich vorübergehend nach Stuttgart zurück. 1852 folgte er dem Fürsten auf dessen Besitzungen nach Löwenberg in Schlesien, wo er die wieder einberufene Hofkapelle leitete. Der Fürst baute in Löwenberg ein Stadtpalais mit einem Konzertsaal für 300 Personen. 1857 wurde Max Seifriz (1827–1885) sein Nachfolger, nachdem Täglichsbeck, unzufrieden mit den Programmwünschen des Fürsten, pensioniert wurde. Danach lehrte Täglichsbeck zwei Jahre lang Komposition am Dresdener Konservatorium und lebte noch einige Jahre in München, bevor er sich 1866, ein Jahr vor seinem Tod nach Baden-Baden zurückzog.
Ein Höhepunkt in seiner Komponistenlaufbahn war 1836 die Aufführung seiner 1. Sinfonie am Pariser Konservatorium. Die Oper König Enzio, wurde 1843 in Karlsruhe uraufgeführt. Täglichsbeck galt in seiner Zeit eher als ausgezeichneter Kapellmeister, neben Bernhard Molique wird er als einer der bedeutenden deutschen Geiger der Zeit genannt.

## Werk
Zu seinen Kompositionen gehören eine „Festliche Messe“, eine Vertonung des Psalm 63, mehrere Opern, 2 Sinfonien, Konzerte, 3 Streichquartette, 1 Klarinettenquartett, 4 Violinsonaten, Violinduette, Klaviertrios, weitere Kammermusik, mehrere Liederalben und Chorwerke.
Über Täglichsbecks Schaffen schrieb Robert Eitner um 1894:

„Die älteren Musikzeitungen stießen zwar einst gewaltig ins Horn und priesen ihn als großen Meister, doch gehörte seine Richtung noch ganz der schwächlichen Nachmozart’schen Zeit an, die so lange, ja bis in die sechziger Jahre unseres Jahrhunderts sich breit gemacht hat und selbst einen Beethoven mißachtete, d. h. nicht verstand. Alle die einst gefeierten und viel gespielten Componisten dieser Zeit, wie Reißiger, Pleyel, Dussek, Clementi, Hummel, Wanhall, Steibelt und viele andere gehören mehr oder minder dieser Richtung an und beherrschten doch einst unumschränkt den Musikalienmarkt.“